# Милица Николић (глумица, 1994)
Милица Николић (Гњилане, 5. фебруар 1994) српска је позоришна и телевизијска глумица, писац и водитељка.

## Приватни живот
Као беба је остављена је у картонској кутији у Улици цара Лазара у Гњилану. Будући да је пронађена у зору добија име Зорана Лазаревић. Три и по месеца касније усвојена је. Њени усвојитељи, Светлана и Љубуша Николић, променили су јој име у Милица Николић.
Основно и средње образовање стекла је у Лесковцу, затим уписује Филозофски факултет у Нишу, смер српски језик и књижевност. После једне године студирања, одлази у Београд. Тамо уписује глуму у едукативном центру Лекарт центру у класи професора Бранислава Лечића.

## Каријера

### Књижевност
Свој први роман Без граница #1 издала је 2015. године. Роман се бави љубављу зрелог мушкарца и девојке.
Следећи роман Кома издала је 2017. године. Роман говори о усвојеном детету које трага за својум родитељима. Главна јунакиња књиге зове се Зорана Лазаревић, по имену које је Милици провобитно додељено када је пронађена.

### Глума
Њена прва глумачка улога била је Достана у монодрами Туго бошке редитеља Љубише Динчића. Представа је премијерно изведена 11. марта 2016. године у Лесковачком народном позоришту. Сарадњу са Љубишом Динчићем наставила је у представама Прељубници и Копиљаци. У серији Ургентни центар играла је епизодну улогу.

## Романи
- Без граница #1 (2015)
- Кома (2017)

## Представe
| Год.  | Назив                 | Улога   |
| ----- | --------------------- | ------- |
| 2016. | Туго Бошке (Комедија) | Достана |
| 2018. | Прељубници (Комедија) |         |
| 2019. | Копиљаци (драма)      |         |

## Филмографија
| Год. | Назив           | Улога           |
| 2020 | Ургентни центар | Радина Петровић |